# دو و میدانی در المپیک تابستانی ۱۹۶۴ – پرش طول مردان
پرش طول مردان (انگلیسی: Athletics at the 1964 Summer Olympics – Men's long jump) یکی از چهار رویداد دو و میدانی در بازی‌های المپیک تابستانی ۱۹۶۴ بود. این رویداد در توکیو اجرا شد. در این مسابقه که در ۱۸ اکتبر ۱۹۶۴ برگزار شد ۳۷ ورزشکار از ۲۳ کشور به رقابت پرداختند.